# Giovanni Bondaz
Giovanni Bondaz, detto Gianni (pron. fr. AFI: [bɔ̃da]; Aosta, 7 febbraio 1936), è un politico e dirigente d'azienda italiano.
Figlio di Vittorino Bondaz, è stato sindaco di Aosta nel 1970, presidente del consiglio regionale dal 21 luglio 1983 al 26 luglio 1988, e presidente della Valle d'Aosta dal 25 giugno 1990 al 3 giugno 1992. Di professione avvocato, nella sua carriera ha altresì gestito l’impresa Sogno a seguito della morte del suocero Ugo Sogno, Cavaliere del Lavoro, finendo la costruzione della tangenziale Torino Genova.